# Иваса, Рёсукэ
Рёсукэ Иваса (род. 26 декабря 1989) — японский боксёр-профессионал, который выступает в легчайшей и второй легчайшей весовых категориях. Чемпион мира во втором легчайшем весе по версии IBF (13 сентября 2017 — 16 августа 2018).

## Карьера
Рёсунэ Иваса дебютировал на профессиональном ринге 2 августа 2008 года победив техническим нокаутом Синъя Такахаси. 5 марта 2011 года техническим нокаутом проиграл в бою со своим соотечественником Синсукэ Яманакой в бою за титул чемпиона Японии легчайшем весе, но уже 18 ноября того же года выиграл этот титул победив по очкам филиппинского спортсмена Джеропа Меркадо, затем провёл две успешных защиты титула. 6 декабря 2013 года в поединке с японским боксёром Хироки Сиино завоевал титул чемпиона в легчайшем весе по версии Восточной и Тихоокеанской федерации бокса, а 25 марта 2014 года защитил его в бою с филиппинцем Ричардом Пумипиком защитил титул.
13 июня 2015 года потерпел второе досрочное поражение в карьере, проиграв техническим нокаутом британскому боксёру Ли Хаскинсу в бою за титул временного чемпиона мира в легчайшей весовой категории по версии IBF. 13 сентября 2017 года техническим нокаутом выиграл бой против своего соотечественника Юкинори Огуни и завоевал титул чемпиона мира во втором легчайшем весе по версии IBF. 1 марта 2018 года успешно защитил титул в поединке с филиппинцем Эрнесто Солонгом, но 16 августа 2018 года проиграл титул австралийскому спортсмену Ти Джею Дохени.